# Creobroter geminata
Creobroter gemmatus, también conocida como mantis flor de la India, es una especie de mantis de la familia Hymenopodidae.
Esta mantis es una de las más populares como mascota debido a su colorida y original forma.

## Distribución geográfica
Se encuentra en la China, India, Java, Birmania,  Sundamseln y Vietnam.